# عكبة (لعوينات)
عكبة هو دُوَّار يقع بجماعة لعوينات، إقليم جرادة، جهة الشرق في المملكة المغربية. ينتمي الدوّار لمشيخة لعوينات التي تضم 8 دواوير. يقدر عدد سكانه بـ 190 نسمة حسب الإحصاء الرسمي للسكان والسكنى لسنة 2004.

## روابط خارجية
- البوابة الوطنية للجماعات الترابية نسخة محفوظة 12 مارس 2018 على موقع واي باك مشين.
- المندوبية السامية للتخطيط